# Miklós Cirjenics
Miklós Cirjenics (* 11. března 1990 Pécs, Maďarsko) je maďarský zápasník–judista.

## Sportovní kariéra
Judu se věnuje od svých 9 let. Připravuje se v Paksi v týmu sponzorovaném Jadernou elektrárnou pod vedením László Hangyáse. Mezi přední evropské polotěžké váhy se řadí od roku 2013. V roce 2016 vybojoval přímou kvalifikaci na olympijských hrách v Riu. V úvodním zápase olympijského turnaje svedl vyrovnaný souboj s Němcem Karlem-Richardem Freyem a prohrál v prodloužení na ippon.

### Vítězství
- 2017 - 1x světový pohár (Jekatěrinburg)

## Výsledky
| Olympijské hry     |    | —   |     |     |     | úč. |     |  |  |  |  |  |  |  |  |  |  |  |  |  |  |  |
| Mistrovství světa  | —  |     | úč. | úč. | úč. |     | úč. |  |  |  |  |  |  |  |  |  |  |  |  |  |  |  |
| Evropské hry       |    |     |     |     | úč. |     |     |  |  |  |  |  |  |  |  |  |  |  |  |  |  |  |
| Mistrovství Evropy | —  | —   | úč. | úč. | úč. | úč. | úč. |  |  |  |  |  |  |  |  |  |  |  |  |  |  |  |
| ME do 23 let       | 5. | úč. |     |     |     |     |     |  |  |  |  |  |  |  |  |  |  |  |  |  |  |  |